# Молоко Темо
Молоко Темо (англ. Moloko Temo; * 4 липня 1874 — † 3 липня 2009) — найстаріша жителька планети[джерело?], мешканка Південної Африки.
Пережила війни з британськими колонізаторами, Південно-Африканський Союз (британський домініон), період апартеїду, зустріла прихід нерасової демократії.
Найпримітнішою подією свого життя вважала участь у перших нерасових виборах в квітні 1994 року.
Вік Темо офіційно не підтверджений і не був занесений до Книги рекордів Гіннесса.